# Universidad Especializada de las Américas
La Universidad Especializada de las Américas (UDELAS), es una institución panameña de educación superior, de origen Estatal, fundada en 1997, con el objetivo de ofrecer carreras innovadoras y, a la vez, formar profesionales que ayuden a solventar las necesidades reales de los sectores productivos del país.
Debido a su naturaleza, sólo cuenta con dos facultades Educación Social y Especial y Salud y Rehabilitación Integral, que se compone a su vez de cuatro decanatos.

## Sedes
Paralelamente, cuenta con sedes regionales en:
- David, Chiriquí
- Ancón, Ciudad de Panamá
- Santiago, Veraguas
- Ciudad de Colón, Colón
- Penonomé, Coclé
- Azuero, Los Santos

## Carreras de Licenciatura
La universidad ofrece licenciaturas tales como Ciencias de la Enfermería, Fisioterapia, Fonoaudiología, Docencia de Informática Educativa, Educación Especial, Psicología y Educación Social y Terapéutica, investigación criminal, entre otras.

## CIAES (Centro Interdisciplinario de Atención e Investigación en Educación y Salud)
Complementa la oferta académica un número importante de carreras en las modalidades de Técnicos, Postgrados, Maestrías y Doctorados.
UDELAS cuenta con el Centro Interdisciplinario de Atención e Investigación en Educación y Salud (CIAES). Una unidad de la Universidad Especializada de las Américas dependiente de la Rectoría, destinada a la prestación de servicios especializados de atención e investigación en salud, rehabilitación, educación social y especial.